# Melodrama
Melodrama v původním smyslu je žánr francouzské romantické opery, který vznikl na přelomu 18. a 19. století. Má dojemný, mnohdy sentimentální obsah, patetický styl (často na úkor psychologické pravděpodobnosti), hlavními hrdiny jsou černobílé postavy a ustáleným tématem je vítězství dobra nad zlem. Termín melodrama pochází z francouzského slova mélodrame.

## Definice melodramatu
Melodrama je termín, který se používá k popsání dramatického stylu, který byl aplikován na jevišti ve filmech, televizích a rozhlasových formátech od 18. století po současnost. Vzhledem k dlouhému časovému rámci, ve kterém tento styl existoval, je obtížné odvodit přesnou definici. 

Jeden moderní autor, Ben Singer, navrhl pro definici melodramatu cluster concept, tzv. skupinovou koncepci, kterou se míní to, že melodrama je dramatickou formou mnoha variací, zobrazující následující klíčové konstitutivní faktory:
1. patos
2. propůjčení emocím
3. morální polarizace (dobro vs. zlo)
4. neklasická struktura vyprávění (např. použití extrémní náhody a Deus ex machina)
5. citovost (důraz na akci, násilí a vzrušení)

Singer je schopen začlenit do své definice obě Viktoriánské etapy melodramatu a melodramatické filmy 20. století, jako je Stella Dallas nebo Imitaton of Life z éry studiového Hollywoodu: nabízí se obecně všech pět faktorů, ale jsou zaměřeny především na patos a emocionální vypětí.

## Počátek 18. století: monodrama
Na začátku 18. století bylo melodrama (nebo melodram) technikou kombinující mluvenou recitaci s krátkými pasážemi doprovodné hudby. V takovém případě se hudba a mluvený dialog alternují. Odtud pochází moderní význam slova melodram ve smyslu jevištního díla nebo jeho části, v němž je text deklamován (a nikoli zpíván) za hudebního doprovodu.
Občas byla také hudba používána jako doprovod k pantomimě.
Nejstaršími příklady jsou scény z latinské školní hry Sigismundus (1753) J. E. Eberlina. První úplné melodrama byl Pygmalión Jeana-Jacquese Rousseaua, jehož text vznikl v roce 1762, avšak proveden byl teprve roku 1770 v Lyonu. Rousseau sám složil pouze předehru a andante z hudebního hlediska nevalné kvality, ostatní hudbu dokomponoval Horace Coignet. Dalšího zhudebnění se Rousseauův Pygmalion dočkal od Antona Schweitzera a proveden byl ve Výmaru v roce 1772, kde hru zhlédl Goethe. Ten se o ní pochvalně zmínil ve svém životopise Dichtung und Wahrheit. Pygmalion je monodrama pro jednoho herce-recitátora. V Německu na konci 18. století vzniklo na ještě 30 dalších monodramat.
Při obsazení dvěma herci-recitátory lze použít označení duodrama. Obzvláště úspěšná byla duodramata českého skladatele Jiřího Antonína Bendy Ariadna na Naxu (1775) a Médea (1778). Mimořádný úspěch Bendových melodramat inspirovalo Wolfganga Amadea Mozarta ke zkomponování dvou dlouhých melodramatických monologů ve své opeře Zaide (1780).
Z pozdějších a také obecně známějších příkladů melodramatických scén v operní tvorbě jmenujme například grave-digging scénu z Beethovenova Fidelia (1805) a “zaklínací” scénu z Weberova Čarostřelce (1821).

## 19. století: opereta, scénická hudba a salonní zábava
Vliv opery na začátku 19. století vedl k vzniku hudebních předeher a scénické hudbě pro mnoho her. V roce 1820 Franz Schubert napsal melodrama Die Zauberharfe. Stala se neúspěšnou, stejně jako všechny Schubertovy divadelní pokusy, přestože bylo melodrama v té době populární.
V 19. století, v době nedostatečně vyplácených hudebníků uváděla mnoho her Pit orchestra. V roce 1826 Felix Mendelssohn-Bartholdy napsal velmi známou předehru k Shakespearově Snu noci svatojánské, později také dodává hru i se scénickou hudbou.
Do konce 19. století se termín melodrama výhradně zúžil na konkrétní žánr salon entertainment (salónní zábava): více či méně rytmicky mluvená slova (často poezie) – nezpívané, alespoň s nějakou dramatickou strukturou a s hudebním doprovodem (obvykle klavír).

## Viktoriánská etapa melodramatu
Viktoriánská etapa melodramatu představovala šest základních charakterů: hrdina, padouch, hrdinka, jeden z rodičů, pomocník a sluha. Melodrama zde představuje téma citového spiknutí, lásky a vraždy. Často dobrý, ale ne moc chytrý hrdina je podveden darebákem, který má zálusk na slečny v nouzi, do té doby než konečně nezasáhne osud, aby zajistil vítězství dobra nad zlem.

## Moderní melodrama
Melodrama opustilo západní scény v televizích a filmech, přesto bylo stále velmi populární v jiných regionech, zejména v Asii. stalo se jedním z hlavních žánrů používaných v asijských televizních dramatech, spolu s romantikou, komedií a fantasy, a to zejména v Jižní Koreji, Japonsku, Tchaj-wanu, Číně, Thajsku, jižní Indii a na Filipínách.

## Film
Melodramatické filmy jsou uváděny jako dramatické filmy, pro které je charakteristické spiknutí, apelující na zvýšené emoce diváka. Obecně závisí na ustáleném vývoji postav, interakci a citovosti. Často inklinují k vypořádání se s lidskými pocity a emocemi, nezdařenou láskou nebo přátelstvím, napjatou rodinnou situací, tragédií, nemocí, nebo s emocionálním či psychickým strádáním.
Oběti, páry, ctnostné a hrdinské postavy nebo trpící protagonisté (obvykle hrdinky) jsou v melodramatu prezentovány, jako lidé s obrovským sociálním nátlakem, hrozbou, úzkostí, strachem a jejich život je plný nepravděpodobných událostí, potíží s přáteli, milenci, rodinou či v práci.
Melodramatický formát umožňuje postavě pracovat skrz jejich obtíže nebo překonávat problémy s rozhodnou vytrvalostí, s činy, pro které musí něco obětovat a také s neustálou statečností. 

Filmoví kritici někdy používají termín hanlivě, jako známku nerealismu, plný patosu, zkrátka kýčovitý příběh romantiky nebo interní situace se stereotypními postavami (často zahrnující ústřední ženské postavy), které přímo apelují na ženské publikum. 

V průběhu roku 1940 se stalo britské melodrama u diváků velmi úspěšné. Režisérem melodramatických filmů kolem roku 1950 byl Douglas Sirk, který pracoval s Rockem Hudsonem na psaní filmů Psané ve větru a All That Heaven Allows, oba filmy jsou příkladem tohoto žánru. Melodramata kolem roku 1990, jako televizní Moment of Truth, se cíleně zaměřují na americké ženy, a to tím, že vylíčí alkoholismus, domácí násilí, znásilnění a podobně.
Typický je film Agnes Brownová v režii Angelicy Huston z roku 1999.